# Al-Jazuli Daf'allah
Al-Jazuli Daf'allah (em árabe: الجزولي دفع الله) (nascido em 1935) é um político e médico sudanês, formado na Universidade de Cartum na faculdade de medicina em 1959 e que foi chefe da Associação Médica do Sudão e primeiro-ministro do seu país. Foi primeiro-ministro do Sudão de 22 de abril de 1985 a 6 de maio de 1986.  Após participar do golpe de Estado que depôs o presidente Gaafar Nimeiry, se juntou ao governo militar como primeiro-ministro. Renunciou ao cargo após as eleições democráticas que foram realizadas em 1986 e foi sucedido por Sadiq al-Mahdi.